# Tiny Kooijmans
M.W.M. (Tiny) Kooijmans (ca. 1942) is een Nederlands politicus van het CDA.
In 1974 werd hij gemeenteraadslid in Schijndel en later was hij daar ook wethouder. In februari 1985 volgde zijn benoeming tot burgemeester van Erp. Op 1 januari 1994 was er een gemeentelijke herindeling in Noord-Brabant waarbij Erp opging in de gemeente Veghel terwijl de gemeentes Schaijk en Zeeland fuseerden tot de gemeente Landerd waarvan Kooijmans de burgemeester werd. In september 2003 ging Kooijmans vervroegd met pensioen.
Op 29 april 2004 kreeg Kooijmans uit handen van de toenmalige Commissaris van de Koningin in de provincie Noord-Brabant, Hanja Maij-Weggen, een koninklijke onderscheiding uitgereikt. Hij werd benoemd tot Ridder in de Orde van Oranje Nassau.